# Musée d'architecture populaire de Gorj

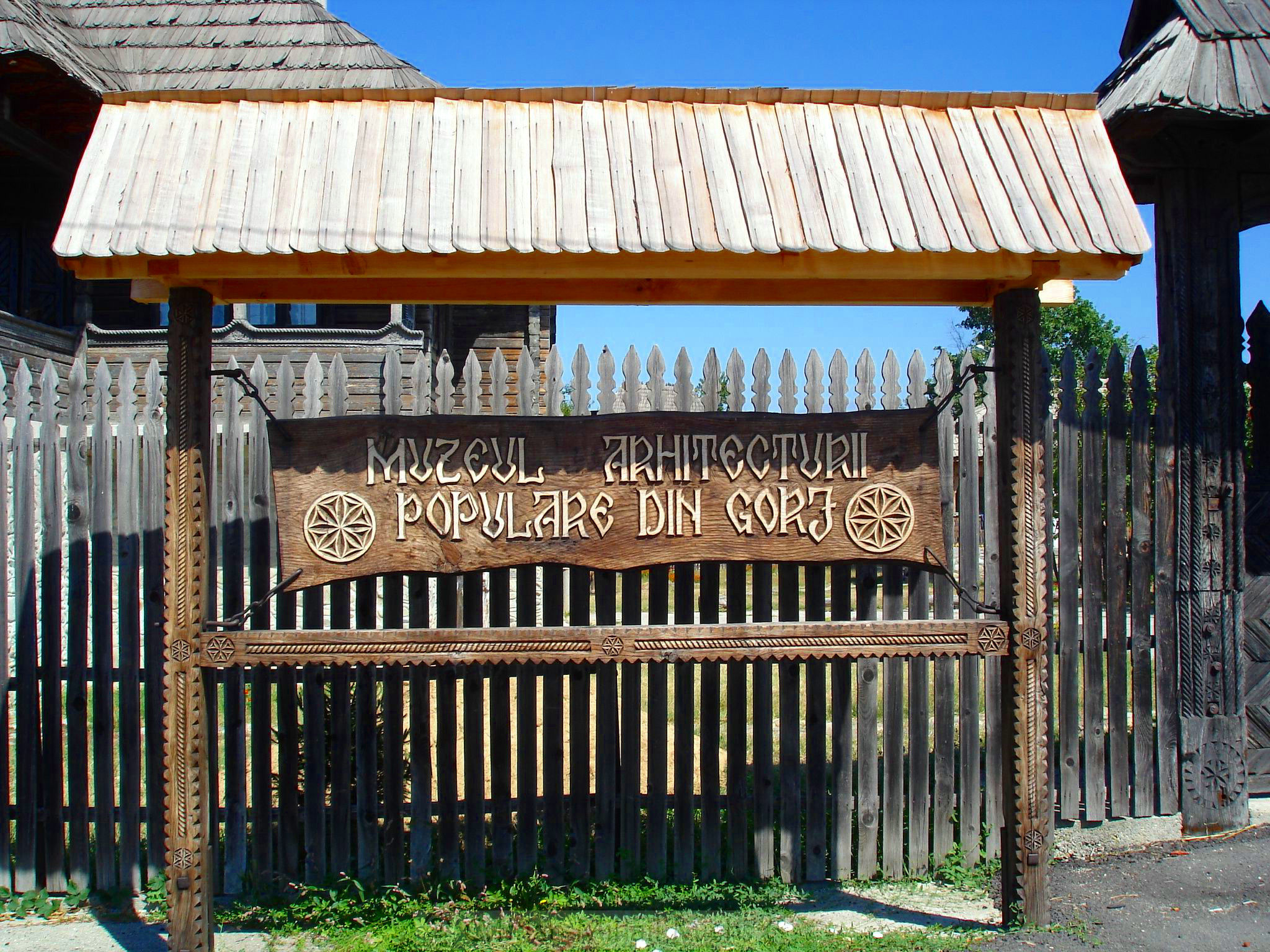
Porte d'entrée du musée

Le Musée d'Architecture Populaire de Gorj (en roumain : Muzeul Arhitecturii Populare din Gorj) est un musée en plein air situé dans la ville de Bumbești-Jiu dans comté de Gorj en Roumanie. Il présente des constructions illustrant l'architecture populaire et les techniques artisanales propres au département,
On y retrouve également la tombe familiale de l'homme d'État Gheorghe Tătărescu.
Le musée est un monument historique roumain.